# 17 Возничего
17 Возничего (лат. 17 Aurigae, HD 33959) — тройная звезда в созвездии Возничего на расстоянии приблизительно 486 световых лет (около 149 парсеков) от Солнца.
Пара первого и второго компонентов (AR Возничего (лат. AR Aurigae)) — двойная затменная переменная звезда типа Алголя (EA). Видимая звёздная величина звезды — от +6,82m до +6,15m. Орбитальный период — около 4,1347 суток.

## Характеристики
Первый компонент — бело-голубая звезда спектрального класса B9p или B9V. Масса — около 2,552 солнечных, радиус — около 1,6 солнечного, светимость — около 41 солнечных. Эффективная температура — около 10950 К.
Второй компонент — бело-голубая звезда спектрального класса B9(Hg-Mn) или B9,5V. Масса — около 2,367 солнечных, радиус — около 1,65 солнечного, светимость — около 26 солнечных. Эффективная температура — около 10350 К.
Третий компонент — предположительно оранжевый карлик спектрального класса K. Масса — около 0,54 солнечной. Орбитальный период — около 23,7 года. Удалён на 13 а.е.